# Zdeněk Kettner
Zdeněk Kettner (* 4. února 1974 Teplice) je český politik a učitel, od října 2021 poslanec Poslanecké sněmovny PČR, od roku 2020 zastupitel Ústeckého kraje, v letech 2018 až 2022 zastupitel města Teplice, člen hnutí SPD. V letech 1998 až 2006 byl zastupitelem obce Kladruby v okrese Teplice jako nezávislý. Také působil jako trenér florbalu v bývalém klubu DDM Dynamo Teplice. Dosáhl též na trenérskou licenci D, kterou absolvoval dne 27.9.2018.

## Život
Vystudoval SPŠ Teplice a následně učitelství na Pedagogické fakultě Univerzity Jana Evangelisty Purkyně v Ústí nad Labem (získal titul Mgr.) a kromě pedagogického působení (informatika a fyzika) pracoval i jako grafik v reklamní agentuře.
Zdeněk Kettner žije ve městě Teplice. Je ženatý a má dvě děti – dceru Anežku a syna Vítka. Ve volném čase dříve hrál závodně hokejbal, nyní se věnuje sportovní střelbě, airsoftu a působí jako trenér florbalu u mužstva starších žáků.

## Politické působení
V komunálních volbách v roce 1998 byl zvolen jako nezávislý zastupitelem obce Kladruby v okrese Teplice. Mandát zastupitele obce obhájil ve volbách v roce 2002 opět jako nezávislý.
V komunálních volbách v roce 2010 kandidoval jako člen Věcí veřejných (VV) do Zastupitelstva města Teplice, ale neuspěl. V krajských volbách v roce 2012 kandidoval jako člen VV do Zastupitelstva Ústeckého kraje, a to na kandidátce subjektu „NESPOKOJENÍ OBČANÉ!“ (tj. hnutí NESPOKOJENÍ OBČANÉ! a VV), ale opět neuspěl.
V komunálních volbách v roce 2018 byl zvolen jako člen hnutí SPD a lídr kandidátky zastupitelem města Teplice. V krajských volbách v roce 2020 byl pak zvolen zastupitelem Ústeckého kraje, opět z pozice člena hnutí SPD a lídra kandidátky. V krajském zastupitelstvu je členem výboru pro výchovu, vzdělávání a zaměstnanost a výboru pro kulturu a památkovou péči. V teplickém zastupitelstvu je předsedou kontrolního výboru.
Ve volbách do Poslanecké sněmovny PČR v roce 2021 kandidoval za hnutí SPD na 2. místě kandidátky v Ústeckém kraji. Získal 1 409 preferenčních hlasů, a stal se tak poslancem.
V komunálních volbách v roce 2022 kandidoval do zastupitelstva Teplic z 5. místa kandidátky hnutí SPD. Mandát zastupitele města se mu však nepodařilo obhájit. V krajských volbách v roce 2024 obhájil mandát zastupitele Ústeckého kraje.
Ve sněmovních volbách v roce 2025 kandiduje na 2. místě kandidátní listiny hnutí SPD v Ústeckém kraji.